# Abu Bakr al-Bagdadi, kalif terora (2017.)
Abu Bakr al-Bagdadi, kalif terora (2017.), američki dokumentarni film o Abu Bakr al-Bagdadiju, poglavaru Islamske države. Film istražuje al-Bagdadijevo podrijetlo i razgovara s ljudima koji su ga poznavali. Sniman je u Iraku, Jordanu i Libanonu.